# Землетрясение на границе Внутренней Монголии и провинции Шаньси (2010)
Землетрясение магнитудой 4,9 произошло 4 апреля 2010 года в 13:46:45 (UTC) на границе Внутренней Монголии и провинции Шаньси (Китай), в 55,3 км к востоку от Датуна. Гипоцентр землетрясения располагался на глубине 12,2 километров. Землетрясение ощущалось в Пекине, Чанпине, Датуне, Чжанцзякоу.

## Тектонические условия региона
Значительную часть территории континентального Китая занимает древняя Северо-Китайская платформа, становление консолидированного фундамента которой закончилось в архее—нижнем протерозое. Верхний ярус платформы, сложенный осадочными, метаморфическими и интрузивными породами, и даже её фундамент неоднократно испытывали тектоническую активизацию, особенно сильную в мезозое и кайнозое, когда на стабильных блоках появились активные разломы, образовались наложенные впадины и рифтовые зоны, заполненные терригенными осадками, флишевыми толщами, иногда продуктами щелочного и базальтового вулканизма. Толщина земной коры под стабильными блоками и депрессионными зонами, имеющими домезозойский или мезокайнозойский возраст активизации, варьирует от 34 до 36 км. В рифтовых зонах она уменьшается до 34 км. Глубины залегания слоя повышенной проводимости, который ассоциируется с кровлей астеносферы, максимальные под блоками (77—146 км), средние под впадинами (92—100 км) и минимальные (82—122 км) под рифтовыми зонами.
В северо-западной, центральной и юго-восточной частях Китая расположены три молодые платформы, образовавшиеся в среднем и позднем протерозое. Толщина земной коры под Южно-Китайской платформой в среднем такая же (36 км), как под Северо-Китайской, но астеносфера находится глубже (77—146 км). Под Таримской и Центрально-Китайской платформами кора утолщена до 50—56 км, глубины астеносферы неизвестны. Платформы окружены и разделены между собой складчатыми структурами палеозоя (каледониды и варисциды), мезозоя (индосиниды и яншаниды) и кайнозоя (гималаиды), которые ограничены или пересечены активными разломами. Формирование складчатых структур началось в позднем протерозое и палеозое. В ходе тектонической эволюции они испытывали то деформации сжатия, то растяжения, утрачивали свою подвижность или, наоборот, увеличивали её, образуя сложные складчато-надвиговые и покровные структуры. Процессы раздробления и растяжения континентальной коры способствовали возникновению грабенообразных впадин и контрастному наземному вулканизму. Рифтовые системы, образовавшиеся в это время, позднее были погребены под мощным (до 5—10 км) чехлом мезозойских и кайнозойских отложений. Толщина земной коры в домезозойских складчатых структурах 30—44 км, под молодыми платформами 38—51 км. Кровля астеносферы находится на глубинах 92—99 км и только под палеорифтом Сунляо величины глубинных параметров ниже 30—32 км (кора) и 92 км (астеносфера). В складчатых структурах раннего мезозоя (индосиниды) средняя толщина земной коры 42 км, но после кайнозойской активизации она, возможно, уменьшилась до 32 км. Кровля астеносферы под стабильными участками находится на глубине 119—146 км. После активизации её глубина уменьшилась до 80—121 км.
Под складчатыми структурами Тибета и Восточных Гималаев земная кора в 1,5—2 раза толще (67—71 км), чем на равнинной территории. Скорость современного вертикального поднятия достигает здесь 10 мм/год. Глубины астеносферы под высочайшими горными сооружениями Китая превышают 89—100 км. В мезокайнозое литосфера Китая испытала новую тектономагматическую активизацию, в результате чего на древней платформе образовались грабены и сдвигораздвиговые зоны, обрамляющие с северо-запада Ордосский блок (рифт Цзиньчуань-Хетао) или пересекающие его в центральной (рифт Шаньси) и южной (рифт Хехуай) частях. На северо-востоке образовалась Восточно-Китайская рифтовая зона, состоящая из многочисленных рифтовых грабенов (Бохай, Ляохе, Хуанхуа и др.) и разделяющих их поднятий. В рифтовых впадинах в эоцене и олигоцене накопились толщи континентальных отложений мощностью до 3—6,5 и даже до 10—12 км (Бохайский рифт), в которых, по данным бурения, имеются потоки и линзы толеитовых и субщелочных базальтов мощностью до 0,5—2 км, погребённые вулканические аппараты и рои даек, приуроченные к сбросам.
Современные разломы активизированы или сформированы в мезокайнозое, преимущественно в позднем плейстоцене или голоцене. В восточной части Китая преобладают относительно неглубокие (коровые) сбросы, сдвиги, реже надвиги: активные правосторонние сдвиги в Танчен-Лиджанской зоне, нормальные сбросы и сдвиги в зоне Датон—Фейхе—Вейхе и на острове Тайвань, сдвигосброс Танлу и др. В Западном Китае в основном встречаются более глубинные (мантийные) разломы правостороннего или левостороннего сжатия или сжатия-скалывания, локально преобладающие над сбросами и сдвигами. Они имеют северо-западное или близкое к широтному простирание, часто аркообразную форму (Хингай-Тибетский, Гималайский, Восточно-Памирский и другие разломы в высокогорных районах). Здесь наблюдается зональное распределение гранитоидов, андезитов, сиенитов, диоритов. С менее глубокими активными разломами и узлами их пересечения на платформах связаны небольшие по размеру вулканогенные излияния толеит-базальтовых, щелочно-базальтовых и щелочно-ультраосновных магм, которые сопровождаются дайками долеритов, габбро-диабазов и включениями мантийных ксенолитов.
Литосфера Китая обладает высокой сейсмической активностью. Землетрясения происходили в этом регионе и в домезозойский период, но стали наиболее интенсивны в мезозое и особенно в кайнозое. Средняя магнитуда землетрясений (М) равна 6,5. Значительное количество землетрясений приурочено к восточным регионам (М ≥ 7—8), особенно к рифтовым зонам, окружающим Ордосский блок, или к заливу Бохай и к Юго-Восточной прибрежной зоне, к острову Тайвань и Сычуань-Юннаньской зоне (палеорифт Пан-Си). В Северо-Западном Китае асейсмичны Джунгарский, Таримский и Кайдамский блоки. На окружающей их территории магнитуды землетрясений ниже 6—7. И только в зонах активных разломов Алтая, Тянь-Шаня, Тибета и особенно Гималаев максимальные магнитуды землетрясений 8.0 ≥ М ≥ 7.0. Современная активность тектонических напряжений в восточных районах Китая ниже (<10 МПа на глубине 300 м), чем в западных (≥30 МПа на глубине 500 м). Поэтому можно полагать, что на востоке основными типами напряженного состояния являются растяжение и нейтральное, на западе — сжатие, реже нейтральное. На эволюцию, тектоническую активизацию и интенсивность эндогенных процессов значительное влияние оказывает термальное состояние литосферы, что подтверждается вариациями величин геотермических параметров в разновозрастных и разнотипных геологических структурах, имеющих различную степень геодинамической активности.

## Последствия
Экономический ущерб в результате землетрясения составил менее 15,954 млн долларов США. Сведений о жертвах и пострадавших не поступало.